# Kothnur
Kothnur è una suddivisione dell'India, classificata come census town, di 20.835 abitanti, situata nel distretto di Bangalore Urbana, nello stato federato del Karnataka. In base al numero di abitanti la città rientra nella classe III (da 20.000 a 49.999 persone).

## Geografia fisica
La città è situata a 12° 52' 03 N e 77° 34' 59 E.

## Società

### Evoluzione demografica
Al censimento del 2001 la popolazione di Kothnur assommava a 20.835 persone, delle quali 10.991 maschi e 9.844 femmine. I bambini di età inferiore o uguale ai sei anni assommavano a 2.760, dei quali 1.410 maschi e 1.350 femmine. Infine, coloro che erano in grado di saper almeno leggere e scrivere erano 14.035, dei quali 8.026 maschi e 6.009 femmine.